# Wanderer (альбом)
Wanderer (англ. «Странник») — восьмой по счету альбом немецкой экстремальной метал-группы Heaven Shall Burn, был выпущен 19 сентября 2016 года лейблом Century Media Records. Специальное издание альбома содержит кавер на песню «Agent Orange» группы Sodom и второй диск с тринадцатью каверами разных групп. К релизу вышли синглы «Downshifter» и «Bring the War Home», второй из которых в формате видео с текстом песни.

## Список прилагающихся песен
| Номер | Название                                                   | Продолжительность |
| ----- | ---------------------------------------------------------- | ----------------- |
| 1.    | «The Loss of Fury»                                         | 2:21              |
| 2.    | «Bring the War Home»                                       | 4:20              |
| 3.    | «Passage of the Crane»                                     | 3:57              |
| 4.    | «They Shall Not Pass»                                      | 5:33              |
| 5.    | «Downshifter»                                              | 5:59              |
| 6.    | «Prey to God»                                              | 3:08              |
| 7.    | «Agent Orange» (Sodom cover)                               | 6:08              |
| 8.    | «My Heart Is My Compass»                                   | 1:10              |
| 9.    | «Save Me»                                                  | 4:57              |
| 10.   | «Corium»                                                   | 5:28              |
| 11.   | «Extermination Order»                                      | 3:20              |
| 12.   | «A River of Crimson»                                       | 4:28              |
| 13.   | «The Cry of Mankind» (My Dying Bride cover)                | 7:35              |
| 14.   | «Battle of Attrition» (bonus track on Ltd. deluxe edition) | 3:48              |
|       |                                                            | 58:44             |

## Чарты
| Чарт (2016)                     | Позиция |
| ------------------------------- | ------- |
| Австрия (Ö3 Austria)            | 9       |
| Бельгия/Фландрия (Ultratop)     | 57      |
| Бельгия/Валлония (Ultratop)     | 97      |
| Германия (Offizielle Top 100)   | 3       |
| Швейцария (Schweizer Hitparade) | 15      |

## Участники
- Маркус Бишофф — вокал
- Александер Дитц — гитары, запись, сведение
- Майк Вайщерт — гитары, помощь в записи
- Эрик Бишофф — бас
- Христиан Басс — ударные